# Egebjerggård
Egebjerggård er en hovedgård, som er oprettet i 1650 med navnet Einsidelsborg, kaldt Egebjerggård fra 1931. Gården ligger i Krogsbølle Sogn, Skam Herred, Otterup Kommune. Fra 2007 i Nordfyns Kommune. Hovedbygningen er opført i 1830 ved J.P. Jacobsen. Egebjerggård Gods er på 1021 hektar. I skoven ved gården ligger den Brændte Eg.

## Ejere af Egebjerggård
- (1650-1657) Henrik Clausen Podebusk
- (1657-1700) Rudolph Abraham Henriksen Podebusk / Mourids Henriksen Podebusk
- (1700-1716) Rudolph Abraham Henriksen Podebusk / Malte Mouridsen Podebusk
- (1716-1740) Malte Mouridsen Podebusk
- (1740-1745) Anshelm Vilhelm Carl Mouridsen Podebusk
- (1745-1781) Malte Frederik Mouridsen Podebusk
- (1781-1795) Joachim Godske Adamsen greve Moltke
- (1795-1810) Ulrik Wilhelm de Roepstorff
- (1810-1813) Christian Alexander von Petersdorff
- (1813-1839) Gregers Christian Frederik von Petersdorff
- (1839-1846) Ulrik Wilhelm von Petersdorff
- (1846-1915) Christian Alexander von Petersdorff
- (1915-1919) Paul Ludvig von Petersdorff
- (1919-1926) Theodor Sigismund Wedel-Heinen
- (1926-1929) Karen Christiansdatter Middelboe gift Wedel-Heinen
- (1929-1931) Hans Christian Middeboe
- (1931-1953) S.E. Ingemann
- (1953-1963) Christian Christensen
- (1963) Ejnar Oberbech-Clausen
- (1963-1999) Mads Eg Damgaard
- (1999-2022) Egebjerggård A/S v/a Mads Eg Damggaards Familiefond og direktør Kim Villumsen
- (2022-) Mads Eg Gensmann

## Ekstern henvisninger
- Egebjerggård Gods Arkiveret 10. marts 2007 hos  Wayback Machine